# Bewertung (Rechnungswesen)
Als Bewertung wird in der Betriebswirtschaftslehre und speziell im Rechnungswesen die Zuordnung eines Geldwerts zu einer Bilanzposition verstanden.

## Allgemeines
Als Bewerten wird allgemein eine Tätigkeit bezeichnet, die darauf abzielt, den Wert einer Sache, eines Verfahrens oder einer Handlung festzustellen. Wolfram Engels verstand hierunter den Vorgang der Wertermittlung. Bewertung ist betriebswirtschaftlich dementsprechend die Zuordnung einer Geldgröße auf Güter oder Dienstleistungen. Bilanzbewertung bedeutet, dass den Bilanzpositionen der Aktivseite und Passivseite ein Geldwert beigemessen wird, mit dem sie in der Bilanz als Buchwert berücksichtigt werden dürfen.

## Bewertungsprinzipien

### Allgemeine Bewertungsprinzipien
Die allgemeinen handelsrechtlichen Bewertungsprinzipien sind in § 252 Abs. 1 HGB kodifiziert. Danach sind die Grundsätze ordnungsmäßiger Buchführung (GoB) und damit auch die Bilanzierungsgrundsätze einzuhalten. Nach dem Prinzip der formellen Bilanzkontinuität müssen die Wertansätze in der Eröffnungsbilanz eines Geschäftsjahres mit denen der vorangegangenen Schlussbilanz identisch sein. Das Fortführungsprinzip verlangt, dass bei der Bewertung stets von der Fortführung der Unternehmenstätigkeit auszugehen ist, es sei denn, dem stehen tatsächliche oder rechtliche Hindernisse entgegen. Bis auf wenige Ausnahmen (etwa §§ 240 HGB oder § 256 HGB) gilt der Grundsatz der Einzelbewertung, wonach jeder Vermögensgegenstand oder jede Verbindlichkeit einzeln bewertet werden muss. Der Bilanzierungsgrundsatz der materiellen Bilanzkontinuität verlangt Bewertungsstetigkeit, wonach einmal gewählte Bewertungsmethoden auch künftig unverändert anzuwenden sind (§ 252 Abs. 1 Nr. 6 HGB). 

### Zugangswerte
Das Anschaffungswertprinzip des § 255 Abs. 1 HGB verlangt bei entgeltlich erworbenen Vermögensgegenständen, dass diese mit den gesetzlich genau vorgegebenen Anschaffungskosten zu bewerten sind. Bei selbst hergestellten Vermögensgegenständen (vor allem die Produkte des Unternehmens) werden die – ebenfalls genau definierten – Herstellungskosten angesetzt. Verbindlichkeiten sind mit dem Betrag einzusetzen, die der Schuldner aufbringen muss, um seine Verpflichtung beim Gläubiger zu erfüllen. Bei Pensionsrückstellungen gilt das Barwertprinzip, andere Rückstellungen sind § 249 HGB zufolge mit dem Erfüllungsbetrag   zu passivieren, der nach vernünftiger kaufmännischer Beurteilung notwendig ist (§ 253 Abs. 2 HGB).

### Grundsatz der Einzelbewertung und Ausnahmen
Grundsätzlich ist jedes Wirtschaftsgut einzeln zu bewerten. In der internationalen Rechnungslegung wird sogar die separate Erfassung von wesentlichen Teilen (Komponenten) von Sachanlagen gefordert (IAS 16). Da die Einzelbewertung jedoch nicht immer möglich oder wirtschaftlich ist, darf auch eine Reihe von abweichenden Verfahren angewandt werden:
- Sachanlagen sowie Roh-, Hilfs- und Betriebsstoffe können mit Festwerten, das heißt mit einer gleichbleibenden Menge und einem gleichbleibenden Wert angesetzt werden. Dabei ist in der Regel eine periodische Bestandsaufnahme notwendig, die zu einer Korrekturbewertung führen kann (spätestens alle 3 Jahre).
- Die Gruppenbewertung erlaubt es, gleichwertige oder gleichartige Vermögensgegenstände zu einer Gruppe zusammenzufassen und einen gewogenen oder gleitenden Durchschnittswert zu errechnen.
- Bei der Sammelbewertung wird ein bestimmtes Verbrauchsfolgeverfahren unterstellt. Diese Methode geht von der Annahme aus, dass bestimmte Gegenstände zuerst verkauft oder verbraucht wurden (englisch First In – First Out), ohne dies durch eine körperliche Bestandsaufnahme zu ermitteln. Jedoch gibt es kein Verbrauchsfolgeverfahren mehr, das in allen Rechnungslegungssystemen übereinstimmend anerkannt ist.

### Bewertungswahlrechte
Anstelle der fortgeführten Anschaffungs- oder Herstellungskosten können unter genau festgelegten Bedingungen für das Anlage- und Umlaufvermögen abweichende Werte festgelegt werden. Hierzu zählt der Börsen- oder Marktpreis, wenn dieser am Bilanzstichtag niedriger ist, der beizulegende Zeitwert nach IFRS, oder die Berücksichtigung zukünftiger Wertschwankungen. Bei der Wahrnehmung der Wahlrechte ist das handelsrechtliche Niederstwertprinzip zu beachten.

### Übersicht
Im HGB sind folgende Bewertungsvorschriften enthalten:
| Rechtsgrundlage               | Inhalt                                                                           |
| ----------------------------- | -------------------------------------------------------------------------------- |
| § 252 HGB                     | allgemeine Bewertungsgrundsätze                                                  |
| § 253 Satz 1 HGB              | Anschaffungswertprinzip und Herstellungskostenprinzip                            |
| § 253 Satz 2 HGB              | Verbindlichkeiten: Erfüllungsbetrag Rückstellungen: notwendiger Erfüllungsbetrag |
| § 253 Abs. 3 HGB              | Anlagevermögen: Abschreibungsgrundsätze, gemildertes Niederstwertprinzip         |
| § 253 Abs. 4 HGB              | Umlaufvermögen: Abschreibungsgrundsätze, strenges Niederstwertprinzip            |
| § 255 Abs. 1 HGB              | Umfang der Anschaffungskosten                                                    |
| § 255 Abs. 3 Satz 2 und 3 HGB | Untergrenze der Herstellungskosten                                               |
| § 250 Abs. 3 Satz 2 HGB       | planmäßige Tilgung des Disagios durch Abschreibungen                             |

## Arten
Spezifische Ausprägungen der Bewertung betreffen das Hedge Accounting und Risk Accounting:
- Hedge Accounting ist die Bilanzierung mindestens zweier Finanzinstrumente, die als Sicherungsgeschäfte (englisch hedge) in einem wirtschaftlichen Zusammenhang zueinander stehen. Diese Geschäfte werden nicht jedes für sich einer Einzelbewertung unterzogen, sondern als Bewertungseinheit betrachtet.[8]
- Risk Accounting betrifft besondere Risikopositionen der Aktiva und Passiva, die ein spezifisches Finanzrisiko beinhalten, das nicht mit allgemeinen Bewertungsvorschriften erfasst werden sollte. Es handelt sich um eine risikobezogene Einzelbewertung zum Fair Value.[9]

Die beiden Arten berücksichtigen die Eigenheiten der Finanzinstrumente oder Finanzprodukte, und zwar die Schwankungen des Fair Value oder von Zahlungsströmen.
Für die Bewertung im Konzernabschluss sind nach § 308 Abs. 1 HGB die von der Muttergesellschaft angewandten Bewertungsmethoden maßgeblich, nicht jedoch die eigene Bilanzierung der Tochtergesellschaften.

## Sondervorschriften für einzelne Wirtschaftszweige
Im Bankwesen gibt es Sondervorschriften für Kreditinstitute (siehe Bankbilanz-Bewertung), im Versicherungswesen für Versicherungsunternehmen (siehe unter anderem spezielle Bilanzpositionen für Versicherungen).

## International
In der Schweiz enthält Art. 960 OR die Bewertungsgrundsätze. Hierbei geht es insbesondere um die vorsichtige Bewertung (Art. 958 OR und Art. 958c OR in Verbindung mit Art. 960 OR), um Wertberichtigungen sowie um die Frage, wann eine Einzel- oder eine Gruppenbewertung zu wählen ist. In den auf Art. 960 OR folgenden Artikeln thematisieren die spezialisierten Bestimmungen die Bewertung von Aktiven im Allgemeinen (Art. 960a OR), Aktiven mit beobachtbaren Marktpreisen (Art. 960b OR), Vorräten und nicht fakturierten Dienstleistungen (Art. 960c OR), Anlagevermögen (Art. 960d OR) sowie Verbindlichkeiten (Art. 960e OR).
In Österreich ist die Generalnorm für die Bewertung in § 201 UGB enthalten. Auf der Grundlage der GoB gilt die Bilanzkontinuität, Fortführungsprinzip, Einzelbewertung, Vorsichtsprinzip und Rechnungsabgrenzung. § 202 UGB betrifft die Bewertung von Einlagen, Zuwendungen und Entnahmen, § 203 UGB befasst sich mit den Anschaffungs- und Herstellungskosten. Die Wertansätze für Gegenstände des Umlaufvermögens sind in § 206 UGB kodifiziert, die Wertaufholung in § 208 UGB, die Wertansätze für Passiva werden in § 211 UGB vorgeschrieben.
Die Bewertungsgrundsätze des internationalen Rechnungslegungsstandards IFRS gliedern sich wie folgt:
```
                                                    IFRS-Bewertungsgrundsätze  
                                         ┌──────────────────────┴───────────────────────┐
                                 Zugangsbewertung                               Folgebewertung            
                                 * 
Anschaffungskosten
 
IAS 2
                     * Fortgeführte Anschaffungs-/Herstellungskosten
                                   
englisch
 
cost of purchase
                     
englisch
 
carrying amounts
 zu        
                                 * 
Herstellungskosten
 
IAS 2
                     ** 
Fair Value
 
IFRS 13

                                   
englisch
 
cost of conversion
                  ** 
Veräußerungswert
 
englisch
 
realisable value

                                                                                ** erzielbarer Wert 
englisch
 
recoverable amount
```

Zugangsbewertung ist der erstmalige Ansatz einer Bilanzposition, Folgebewertung ist die Bewertung einer mindestens im vorangegangenen Geschäftsjahr bereits vorhandenen Bilanzposition. Beide Begriffe sind Rechtsbegriffe, die in § 253 HGB verwendet werden.
In den IFRS existiert eine größere Anzahl von Wertkonzepten, die je nach Bilanzposition angewendet werden müssen bzw. im Rahmen von Bewertungswahlrechten angewendet werden können:
- (fortgeführte) Anschaffungs- oder Herstellungskosten (englisch Cost Model),
- beizulegender Zeitwert (englisch Fair Value),
- Nutzungswert (englisch Value in Use),
- Nettoveräußerungspreis (englisch Fair Value Less Cost to Sell) oder
- Erfüllungsbetrag (englisch settlement value).

## Wirtschaftliche Aspekte
Die Bilanzbewertung ist das bedeutendste Element der Bilanztheorie. Für Hermann Rehm war 1914 das „Wichtigste an der Jahresbilanz … die richtige Bewertung“. Damit die Bilanzbewertung ihre wichtige Funktion in der Betriebswirtschaftslehre wahrnehmen kann, muss sie unter anderem auch den Grundsatz der Periodenabgrenzung durch das Imparitätsprinzip und Realisationsprinzip beachten, der durch das Vorsichtsprinzip ergänzt wird.
Die Bilanzbewertung betrifft zwar lediglich die Bilanz, wirkt sich jedoch stets auf das Eigenkapital sowie die Gewinn- und Verlustrechnung und damit die Ertragslage aus. Werden Vermögenswerte höher bewertet als ihrem aktuellen Marktwert entspricht (Überbewertung) oder Schulden niedriger bewertet als ihrem tatsächlichen Rückzahlungsbetrag entspricht (Unterbewertung), entstehen stille Lasten, die bei einer Realisierung zu einer Schwächung der künftigen Ertragskraft führen. Werden Vermögenswerte niedriger bewertet als ihrem tatsächlichen Marktwert entspricht (Unterbewertung) oder Schulden (etwa Rückstellungen) höher bewertet als ihrem tatsächlichen Rückzahlungswert entspricht (Überbewertung), entstehen stille Reserven, die bei einer Realisierung zu einer Verbesserung der künftigen Ertragskraft führen. Durch das Niederstwertprinzip des § 253 Abs. 4 HGB verlangt das deutsche Handelsrecht eine Unterbewertung, welche den IFRS unbekannt ist. Die Verletzung der Bewertungsvorschriften durch unerlaubte Über- oder Unterbewertung führt gemäß § 256 Abs. 5 Satz 1 AktG bei Kapitalgesellschaften zur Nichtigkeit des Jahresabschlusses.

## Sonstiges
Die dargestellten Bewertungen des Handelsrechts sind ausschließlich auf die Handelsbilanz anzuwenden. Inwieweit sie auch in der  Steuerbilanz übernommen werden dürfen, entscheidet das in § 5 Abs. 1 Satz 1 EStG verankerte Maßgeblichkeitsprinzip.
Die Bewertung eines Unternehmens als Ganzes ist Gegenstand der Unternehmensbewertung.